# Casa Branca
A Casa Branca (tradução literal do inglês: White House) é a residência oficial e principal local de trabalho do Presidente dos Estados Unidos, sendo, ao mesmo tempo, a sede oficial do poder executivo naquele país. Localiza-se na Avenida Pensilvânia, nº 1 600 em Washington D.C., o edifício foi construído no período compreendido entre 1792 e 1800, pintado de arenito esbranquiçado no estilo georgiano e tem sido a residência executiva de todos os presidentes americanos desde o mandato de John Adams. O edifício foi expandido por Thomas Jefferson, que ali se instalou em 1801, com o auxílio do arquitecto Benjamin Henry Latrobe, através da criação de duas colunas, cada uma das quais destinada a dissimular estábulos e armazéns.
Em 1814, durante a Guerra de 1812, o edifício ardeu quando o exército britânico incendiou toda a cidade de Washington D.C., destruindo a parte interna e chamuscando  muitas das paredes exteriores. A reconstrução iniciou-se quase imediatamente e o presidente James Monroe mudou-se para a semirreconstruída casa em outubro de 1817. A construção continuou com a adição do Pórtico Sul em 1824 e do Norte em 1829. Devido à aglomeração dentro da própria mansão executiva, o presidente Theodore Roosevelt teve quase todos os escritórios de trabalho relocalizados na recentemente construída Ala Oeste em 1901. Oito anos depois, o presidente William Howard Taft expandiu a Ala Oeste e criou o primeiro Salão Oval, o qual foi sendo posteriormente movido conforme a secção ia sendo expandida. O terceiro andar, que era um sótão, foi convertido em quartos comuns em 1927. A recém construída Ala Leste foi usada como uma área de recepção para eventos sociais; ambas as novas alas foram conectadas às colunas de Jefferson. As alterações na Ala Leste foram concluídas em 1946, criando um espaço para trabalho adicional. Em 1948, as paredes exteriores da casa e as vigas de madeira internas foram a principal razão do próximo fracasso. De acordo com o presidente Harry S. Truman, os quartos interiores foram completamente desmantelados, resultando na construção de um novo e interno vigamento de aço e na remontagem dos quartos interiores.
O termo Casa Branca é usado como uma metonímia para o Gabinete Executivo do Presidente. O código do Serviço Secreto para o local é "crown" ("coroa"). A propriedade pertence ao National Park Service, que administra parques nacionais e monumentos nos Estados Unidos, e faz parte do "President's Park".

## História

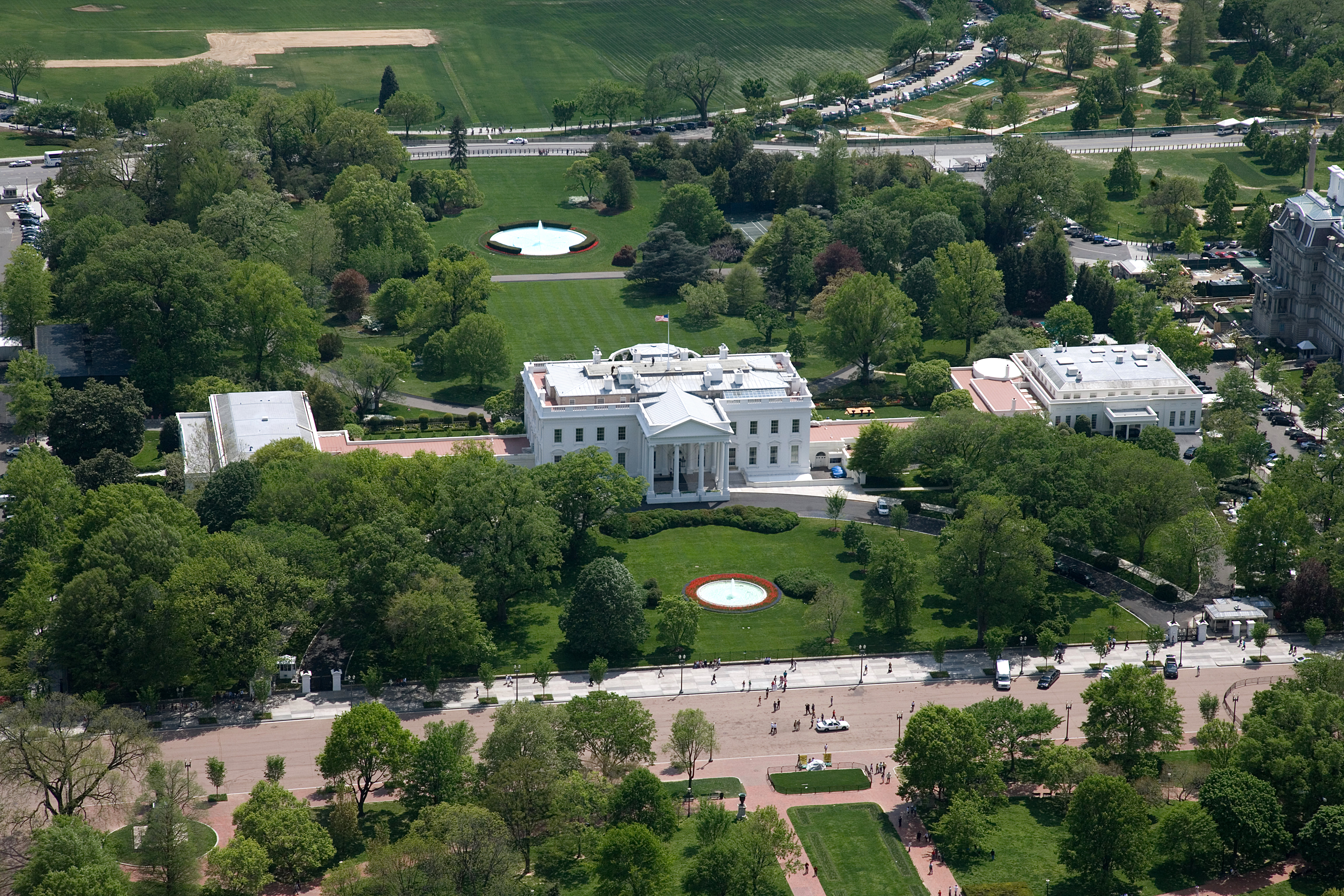
Vista aérea da Casa Branca, do ângulo norte. Em primeiro plano a Avenida Pensilvânia, fechada ao tráfego. Ao centro, a Residência Executiva (1792–1800), com o Pórtico Norte (1829) na frente; na esquerda, a Ala Leste (1942); na direita, a Ala Oeste (1901), com o Salão Oval (1934) no seu canto sudeste.

A Casa Branca foi construída depois da criação do Distrito de Columbia por um Acto do Congresso em Dezembro de 1790. O presidente George Washington ajudou a escolher o local, junto com o planeador urbano Pierre L'Enfant. O arquitecto foi escolhido numa competição que recebeu nove propostas. A honra foi concedida a James Hoban, um irlandês, e a construção começou com a colocação da pedra angular em 13 de outubro de 1792. A construção foi completada em 1 de novembro de 1800. Foram gastos 232 371,83 dólares ao longo de um  período de oito anos de construção. O que na actualidade, com os efeitos da inflação, equivaleria a cerca de 2,4 milhões.

### Competição arquitectónica
A nova capital da jovem república ficou situada em terras cedidas por dois estados - Virginia e Maryland - tendo ambos transferido a posse dos terrenos para o governo federal em resposta a um compromisso com o Presidente George Washington. Os comissários do Distrito de Columbia foram encarregados, pelo Congresso, de construir a nova cidade sob a direcção do Presidente. O arquitecto da Casa Branca foi escolhido num concurso que recebeu nove propostas, incluindo uma submetida de forma anónima por Thomas Jefferson. O presidente Washington viajou para o local da nova cidade federal, no dia 16 de julho de 1792, para fazer o seu juramento. A sua análise ficou registada como breve, tendo seleccionado rapidamente a proposta de James Hoban, um irlandês que residia em Charleston, Carolina do Sul. A brevidade da escolha de Washington pode ter-se devido ao fato de a maior parte dos planos serem deselegantes e simplistas.
Washington não ficou totalmente satisfeito com a proposta inicial de Hoban. Achou-a demasiado pequena, desprovida de ornamentos e pouco digna para o presidente da nação. Seguindo as recomendações de Washington o edifício foi ampliado em cerca de trinta por cento, tendo sido acrescentada uma galeria de recepção, a atual Sala Este. Esta foi provavelmente inspirada na grande sala de recepção de Mount Vernon.

### Influências no desenho
O edifício desenhado por Hoban foi claramente influenciado pelos primeiro e segundo andares de Leinster House, um palácio ducal de Dublin, República da Irlanda, o qual é, actualmente, o lugar das duas câmaras do Oireachtas, o Parlamento irlandês. Vários outros palácios rurais irlandeses da era Georgiana foram sugeridos como fontes de inspiração para todo o andar térreo, detalhes exteriores, como o peristilo da fachada Sul, e interiores, como os antigos nichos da actual Sala Azul. Estas influências, apesar de não estarem documentadas, são citadas no guia oficial da Casa Branca e nas publicações da Associação Histórica da Casa Branca. O primeiro guia oficial, publicado em 1962, sugeria uma ligação entre o Pórtico Sul, desenhado por Hoban, e o Château de Rastignac, um palácio rural neoclássico, localizado em La Bachellerie, na região francesa de Dordogne, desenhado por Mathurin Salat. O palácio francês foi construído entre 1812 e 1817, baseado num desenho anterior. A ligação foi criticada, uma vez que Hoban nunca visitou a França. Os defensores da ligação argumentam que Thomas Jefferson, enquanto visitava a Ecole Spéciale d'Architecture (Colégio de Arquitectura de Bordéus), em 1789, terá visto os desenhos de Salat e, no seu regresso aos E.U.A., terá partilhado a influência com Washington, Hoban, Monroe, e Benjamin Henry Latrobe. Tanto Hoban como Latrobe fizeram elevações para o Pórtico Sul, sendo o pórtico, construído em 1829, quase idêntico à aguarela da elevação de Hoban.

### Construção
A construção começou com a colocação da pedra angular no dia 13 de outubro de 1792. Um diário conservado pelo comissário de construções do Distrito de Columbia registra que os apoios da residência principal foram escavadas por escravos. As fundações foram, igualmente, construídas por trabalho escravo. Muito do restante trabalho no edifício foi realizado por imigrantes, muitos deles ainda sem a cidadania. As paredes de arenito foram erguidas por imigrantes escoceses, assim como as decorações com grinaldas em alto relevo por cima da entrada Norte e o padrão em "escama de peixe" sob os frontões das remates das janelas. Muitos dos trabalhos em tijolo e reboco foi produzido por imigrantes irlandeses e italianos. A construção inicial estendeu-se por um período superior a oito anos, com um custo de 232 371,83 dólares (2,4 milhões de dólares em 2005). Apesar de ainda não estar completa, a Casa Branca estava pronta para ser ocupada no dia 1 de novembro de 1800. Quando o palácio presidencial ficou concluído, as porosas paredes de arenito foram revestidas com uma mistura de cal, grude, caseína e chumbo, dando ao edifício a sua cor familiar e o seu nome.

### Convenções de Nomeação
O edifício foi originalmente referenciado como Palácio do Presidente (President's Palace), Mansão Presidencial (Presidential Mansion) ou Casa do Presidente (President's House). É comum o falso conceito de que o termo "The White House" (A Casa Branca) só passou a ser usado depois da Guerra de 1812, quando o palácio foi queimado e pintado de novo. de qualquer forma, as primeiras evidências de ter sido chamado pela população de "White House" foram registadas em 1811, três anos antes de o edifício ter sido incendiado. O nome Mansão Executiva (Executive Mansion) foi usado em contextos oficiais até que o Presidente Theodore Roosevelt estabeleceu o nome formal, tendo de facto o nome White House–Washington gravado nos artigos de papelaria em 1901. No actual timbre, o estilo de escrita das palavras "The White House", com a palavra "Washington" centrada abaixo, remonta à administração do Presidente Franklin Delano Roosevelt.
Apesar de apenas ter sido construído alguns anos depois da presidência de George Washington, também foi especulado que o nome o nome da residência tradicional do presidente dos Estados Unidos pode ter derivado da propriedade de Martha Custis Washington, a Plantação Casa Branca (White House Plantation), no Condado de New Kent, Virginia, onde o primeiro Presidente da nação e a sua primeira-dama partilharam muitas recordações agradáveis durante o seu namoro, em meados do século XVIII.

## Evolução da Casa Branca

### Uso inicial, a destruição na guerra de 1812 e a reconstrução
John Adams tornou-se o primeiro Presidente a residir no edifício a 1 de novembro de 1800. Durante o segundo dia que passou na Casa Branca, Adams escreveu uma carta à sua esposa, Abigail, contendo uma oração pela casa. Adams escreveu: Rezo ao Céu para conceder a melhor das bençãos a esta Casa, e a todos os que a habitarão. Ninguém pode, senão homens honestos e sábios, governar debaixo deste telhado. Franklin Delano Roosevelt mandou esculpir a bênção de Adams na cornija da lareira da Sala de Jantar de Estado.
Adams viveu na casa durante pouco tempo, sendo o edifício rapidamente ocupado por Thomas Jefferson que considerou como a Casa Branca poderia ser acrescentada. Com Benjamin Henry Latrobe, ajudou a delinear o desenho para as Colunatas Este e Oeste, pequenas alas que ajudam a conciliar as operações domésticas de lavandaria, um estábulo e um depósito. Actualmente, as colonatas de Jefferson ligam a residência com as Alas Este e Oeste.

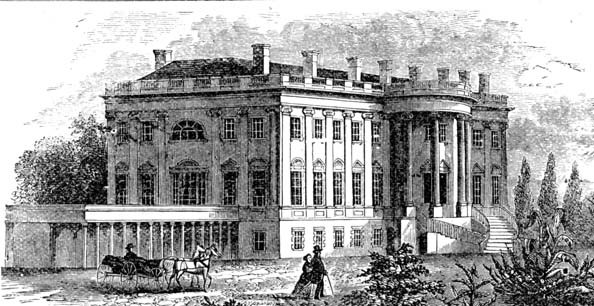
Gravura novecentista da Casa Branca. A Colunata Oeste de Jefferson pode ver-se à esquerda da residencial. A Colonata Oeste, que no início abrigava um estábulo e uma lavandaria, tornou-se mais tarde no lugar da piscina de Franklin Roosevelt. O Presidente Nixon converteu o espaço na actual Sala de Imprensa.

Durante a Guerra de 1812 grande parte da cidade de Washington foi queimada pelas tropas britânicas em retaliação pelo incêndio dos Edifícios do Parlamento do Canadá Superior na Batalha de York (actual Toronto), deixando a Casa Branca totalmente destruída. Apenas restaram as paredes exteriores, e mesmo estas tiveram que ser deitadas abaixo e reconstruídas na sua maior parte devido ao enfraquecimento causado pelo fogo e consequente exposição aos elementos, excepto em alguns trechos da parede Sul. Surgiu então a lenda durante a reconstrução do edifício, segundo a qual as pinturas brancas foram aplicadas para mascarar os danos causados pelo fogo, dando ao edifício a sua tonalidade homónima. Isto não tem fundamento, uma vez que o edifício sempre teve a cor branca desde a sua construção, em 1798. Dos numerosos espólios levados da Casa Branca quando esta foi saqueada pelas tropas britânicas, apenas dois foram recuperados — uma pintura de George Washington, resgatada pela então primeira-dama Dolley Madison, e uma caixa de jóias devolvida ao Presidente Franklin Delano Roosevelt, em 1939, por um canadiano que afirmou que o seu avô a levara de Washington. A maior parte das peças perderam-se quando um comboio de navios britânicos, conduzida pelo navio HMS Fantome, se afundou no caminho para Halifax, durante uma tempestade ocorrida na noite de 24 de novembro de 1814.
Depois do incêndio, tanto Latrobe como Hoban contribuíram para o desenho e supervisão da reconstrução. O pórtico Norte foi construído em 1824, e apesar de o arquitecto Benjamin Henry Latrobe ter proposto pórticos semelhantes durante a reconstrução que se seguiu ao incêndio de 1814, ambos os pórticos foram desenhados por Hoban. Contrariando um mito frequentemente publicitado, o Pórtico Norte não foi modelado num pórtico semelhante pertencente a um outro edifício, o Viceregal Lodge (actual Áras an Uachtaráin, a residência oficial do Presidente da Irlanda). O pórtico deste último edifício é, de facto, posterior ao desenho dos pórticos da Casa Branca. O Pórtico Sul foi construído em 1829. A similaridade entre o Pórtico Sul da Casa Branca e o pórtico elíptico, com escadarias curvas quase idênticas, do Château de Rastignac, em La Bachellerie, França, é frequentemente motivo de especulação, considerando-se o palácio francês como fonte de inspiração. Os trabalhos decorativos em pedra de ambos os pórticos foram entalhados por artesãos italianos trazidos para Washington com a intenção de auxiliar na construção do Capitólio. Para o Pórtico Norte, foi desenvolvida uma variação da Ordem Jónica, incorporando ramos de rosas entre as volutas. Isto foi feito para ligar o novo pórtico com as anteriores rosas entalhadas por cima da entrada.

### Superlotação e construção da Ala Oeste

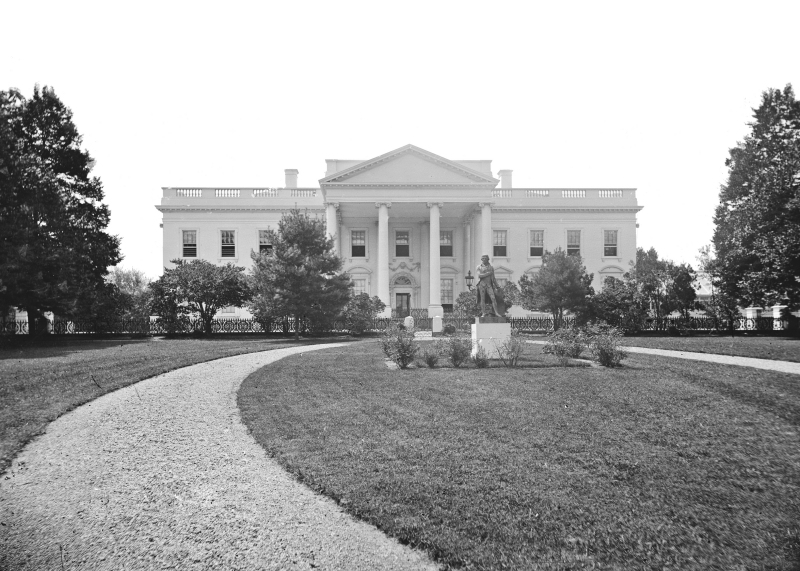
A Casa Branca nos tempos da Guerra de Secessão.

Na época da Guerra Civil Americana, a Casa Branca ficou superlotada. Algumas reclamações sobre a localização da Casa Branca, logo a Norte do canal e em terras pantanosas, o que reunia condições favoráveis para a propagação da malária e outras situações insalubres. O Brigadeiro General Nathaniel Michler foi encarregado de propor soluções para estas preocupações. Este propôs o abandono da Casa Branca como residência, e o uso somente para os negócios; Propôs uma nova propriedade para a Primeira Família no Meridian Hill Park (Parque da Colina Meridiana), em Washington, D.C. Este plano foi rejeitado pelo Congresso.
Em 1891, a primeira-dama Caroline Harrison propôs ampliações para a Casa Branca, incluindo uma Ala Nacional, a Este, para servir como galeria de arte histórica, e uma ala a Oeste para funções oficiais. Foi desenvolvido um plano pelo Coronel Theodore A. Bingham, o qual reflectiu o Plano Harrison. Em 1901, Theodore Roosevelt e a sua grande família mudaram-se para a Casa Branca e acharam a falta de espaço insuportável. A firma de arquitectos "McKim, Mead, and White" foi encarregada de realizar as renovações e expansão, incluindo a Ala Oeste. A família presidencial passou quatro meses de 1902 numa residência temporária na Jackson Place, número 22. Em 1909, o Presidente William Howard Taft necessitou de mais espaço. O Arquitecto Nathan C. Wyeth foi encarregado de acrescentar mais espaço à Ala Oeste, a qual incluiu a adição do famoso Gabinete Oval.

### A reconstrução de Truman

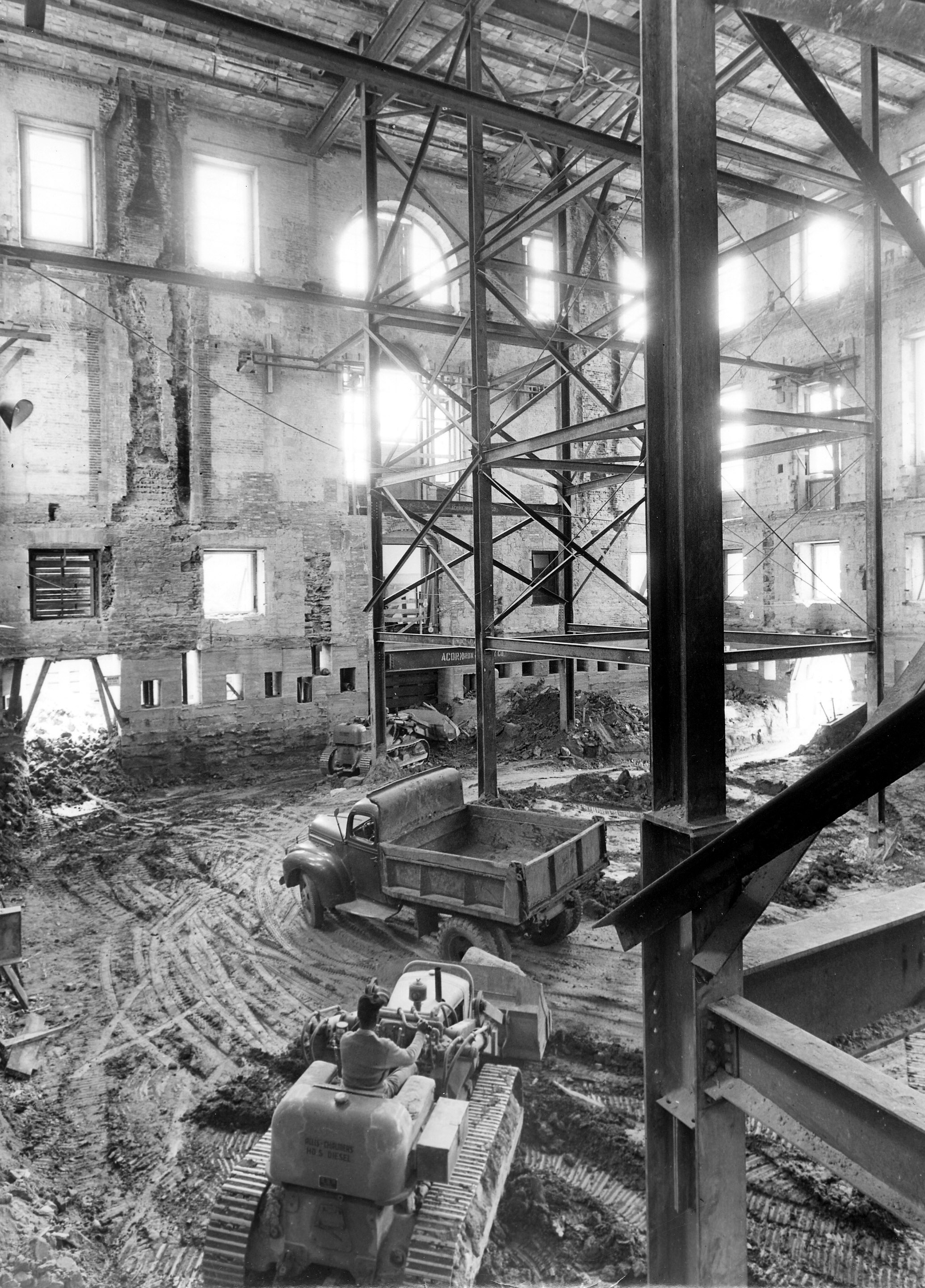
As reconstruções de Truman, 1949–1952. Em primeiro lugar as salas interiores foram desmontadas e armazenadas e, em seguida, foi erguida uma estrutura em aço e concreto no interior das paredes originais.

Décadas de pobre manutenção e a construção de um ático de quatro andares durante a administração de Calvin Coolidge causou um grande dano à estrutura de tijolo e arenito em volta de uma armação de madeira. Em 1948, o palácio presidencial tornou-se tão instável que o Presidente Harry Truman o abandonou, mudando-se para a Blair House, do outro lado da rua, entre 1949 e 1951. A reconstrução, feita pela firma do empreiteiro John McShain de Filadélfia, requereu o desmantelamento total dos espaços interiores, a construção de uma nova estrutura interna em aço e a reconstrução das salas originais dentro da nova estrutura. Foram feitas algumas alterações à planta do andar térreo, sendo a mais importante a reposição da grande escadaria a abrir para o Hall de Entrada, em vez de abrir para a Galeria Cruzada (Cross Hall). Foi instalado ar condicionado central e adicionadas duas sub-caves para providenciar mais espaço para salas de trabalho, depósitos e um abrigo contra bombas. Os Trumans mudaram-se de volta para a Casa Branca no dia 27 de março de 1952. Enquanto que o edifício foi salvo pela reconstrução de Truman, a maior parte dos acabamentos interiores foram genéricos e de pouco valor histórico. Grande parte das obras de estuque originais, algumas datadas da reconstrução de 1814 a 1816, ficaram demasiado danificadas para reinstalar, tal como o robusto apainelamento de Beaux Arts original, na Sala Este. O Presidente Truman teve a estrutura de madeira original cerrada em painéis. As paredes da Sala Vermeil, Biblioteca, Sala Chinesa e Sala do Mapa, no andar térreo da residência principal, foram apaineladas com madeira dessa estrutura.

### Os restauros de Kennedy

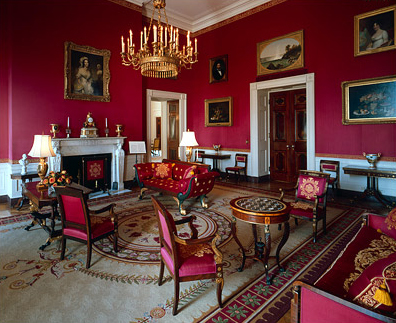
A Sala Vermelha, desenhada por Stéphane Boudin durante a administração de John F. Kennedy, no estilo Império Americano.

Jacqueline Kennedy, esposa do Presidente John F. Kennedy (1961–1963), dirigiu a mais extensa e histórica redecoração efectuada no edifício. Henry Francis du Pont do Winterthur Museum presidiu um Comité de Belas Artes da Casa Branca. Foram feitas pesquisas sobre o uso e decoração das primitivas salas da casa. Foram seleccionadas vários períodos do início da república como tema para cada sala: o estilo Federal para a Sala Verde; o estilo Império Francês para a Sala Azul; o estilo Império Americano para a Sala Vermelha; o estilo Luís XVI para a Sala Oval Amarela; e o estilo Vitoriano para o estúdio presidencial, renomeado para Sala do Tratado. Foi adquirido mobiliário antigo e fabricados e instalados ornamentos e decorações baseados em documentos da época. Muitas das antiguidades, pinturas refinadas e outros melhoramentos do período Kennedy foram oferecidos à Casa Branca por ricos doadores, incluindo a família Crowninshield, Jane Engelhard, Jayne Wrightsman e a família Oppenheimer.
Os restauros Kennedy resultaram numa Casa Branca com um gosto quase Real, o qual foi chamado de gosto Francês de Madison e Monroe. Muito do gosto francês, originada com o decorador de interiores Stéphane Boudin da Casa Jansen (Maison Jansen), uma firma de design de interiores de Paris que havia desenhado os interiores para Elsie de Wolfe, Lady Olive Baillie, para as Famílias Reais da Bélgica e Irão, para o Reichsbank durante o período do Nacional Socialismo e para o Leeds Castle, no Kent. O primeiro guia da Casa Branca foi produzido sob a direcção do curador Lorraine Waxman Pearce com supervisão directa de Jacqueline Kennedy. A venda do guia ajudou no financiamento do restauro.

### Estabelecimento do Comité para a Preservação da Casa Branca

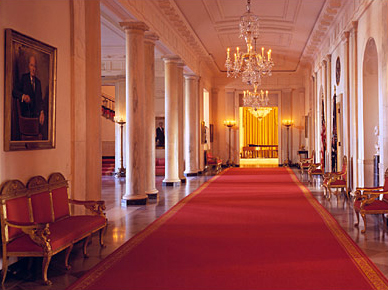
Hall de entrada da Casa Branca.

O Comité de Belas Artes dos Kennedy tornou-se, mais tarde e com autorização do Congresso, no Comité para a Preservação da Casa Branca (Committee for the Preservation of the White House), cuja missão é manter a integridade histórica da Casa Branca. O comité trabalha com a Primeira Família, habitualmente representada pela primeira-dama, o curador da Casa Branca e o chefe do Pessoal da Casa Branca. Desde o estabelecimento do comité, cada família presidencial tem feito algumas alterações aos locais de habitação familiares da Casa Branca, mas as alterações nas Salas de Aparato têm que ser todas aprovadas pelo Comité para a Preservação da Casa Branca.
A Casa Branca foi um dos primeiros edifícios governamentais de Washington acessível a cadeiras de rodas, com modificações efectuadas durante a presidência de Franklin D. Roosevelt, que necessitou de usar cadeira de rodas como resultado da sua paraplegia. Durante a administração de Richard Nixon, a primeira-dama Pat Nixon remobilou a Sala Verde, a Sala Azul e a Sala Vermelha, trabalhando com Clement Conger, o curador que eles nomearam.

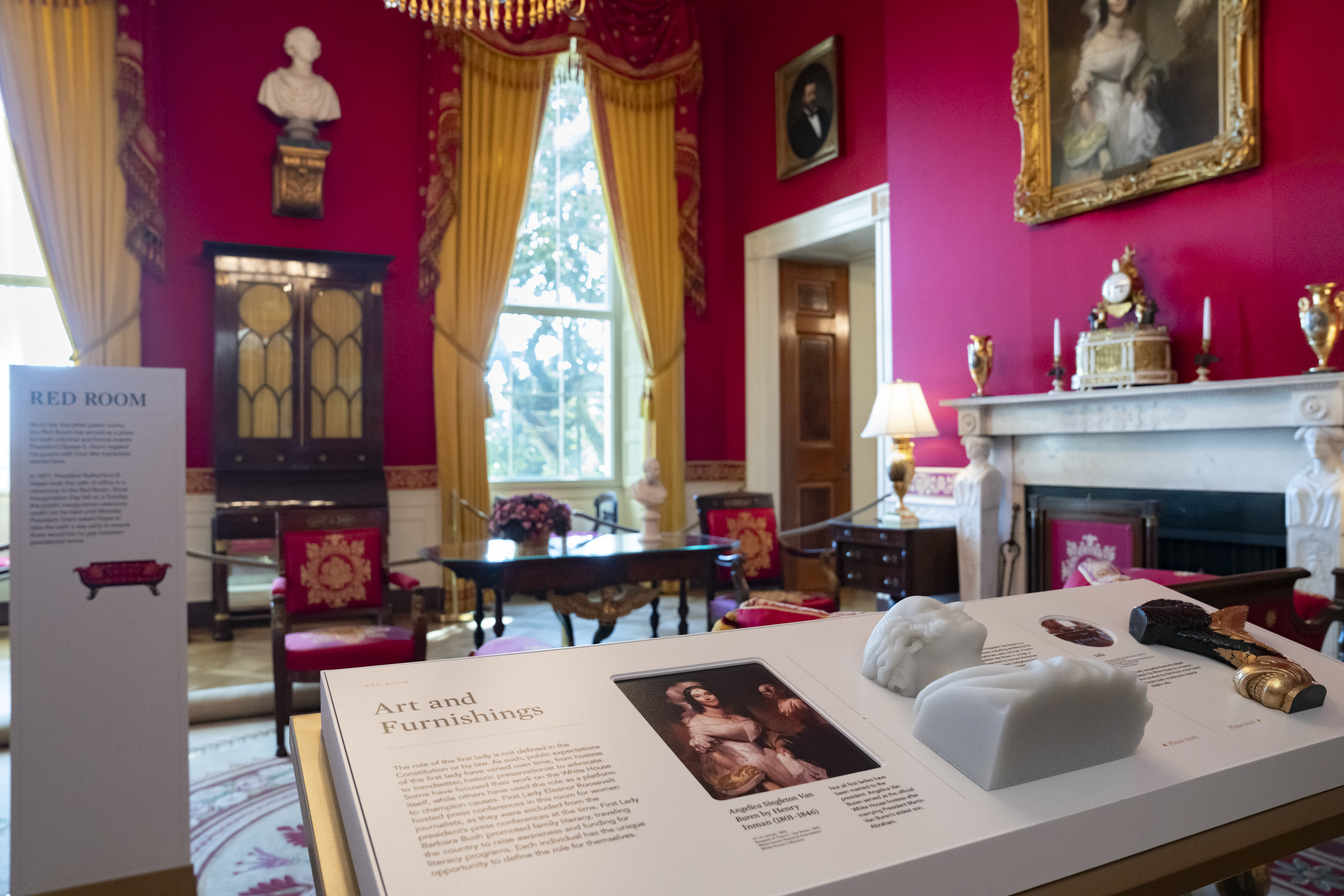
Uma das salas da Casa Branca aberta à visitação pública.

Na década de 1990 o presidente Bill Clinton e a primeira-dama Hillary Clinton remobilaram algumas salas com a ajuda do decorador do Arkansas, Kaki Hockersmith. Durante a administração Clinton a Sala Este, a Sala Azul, a Sala de Jantar de Estado, e a Sala de Estar Lincoln foram remobiladas. Um recente remobilamento do Quarto de Lincoln teve início durante a administração Clinton e foi concluído durante a administração do Presidente George W. Bush, tendo início, então, o remobilamento da Sala Verde e da Sala Este. Ainda na década de 1990, Hillary Clinton, por sugestão da Directora do Gabinete de Visitantes, Melinda N. Bates, aprovou a adição de uma rampa no corredor da Ala Leste, permitindo um fácil acesso de cadeiras de rodas nas visitas públicas e em eventos especiais com ingresso pela entrada de segurança do edifício no lado Este.

## Esboço e factos
Actualmente, o pequeno grupo de edifícios que acolhe a presidência é conhecido por Complexo Casa Branca (White House Complex). Este inclui a Residência Executiva flanqueada pela Ala Leste e pela Ala Oeste. No dia-a-dia, as operações domésticas são coordenadas pelo Chefe do Pessoal da Casa Branca (White House Chief Usher). Poucas pessoas têm noção do tamanho da Casa Branca, uma vez que grande parte do edifício está abaixo do nível do solo ou oculto de outra forma pelo ajardinamento.

### Residência Executiva

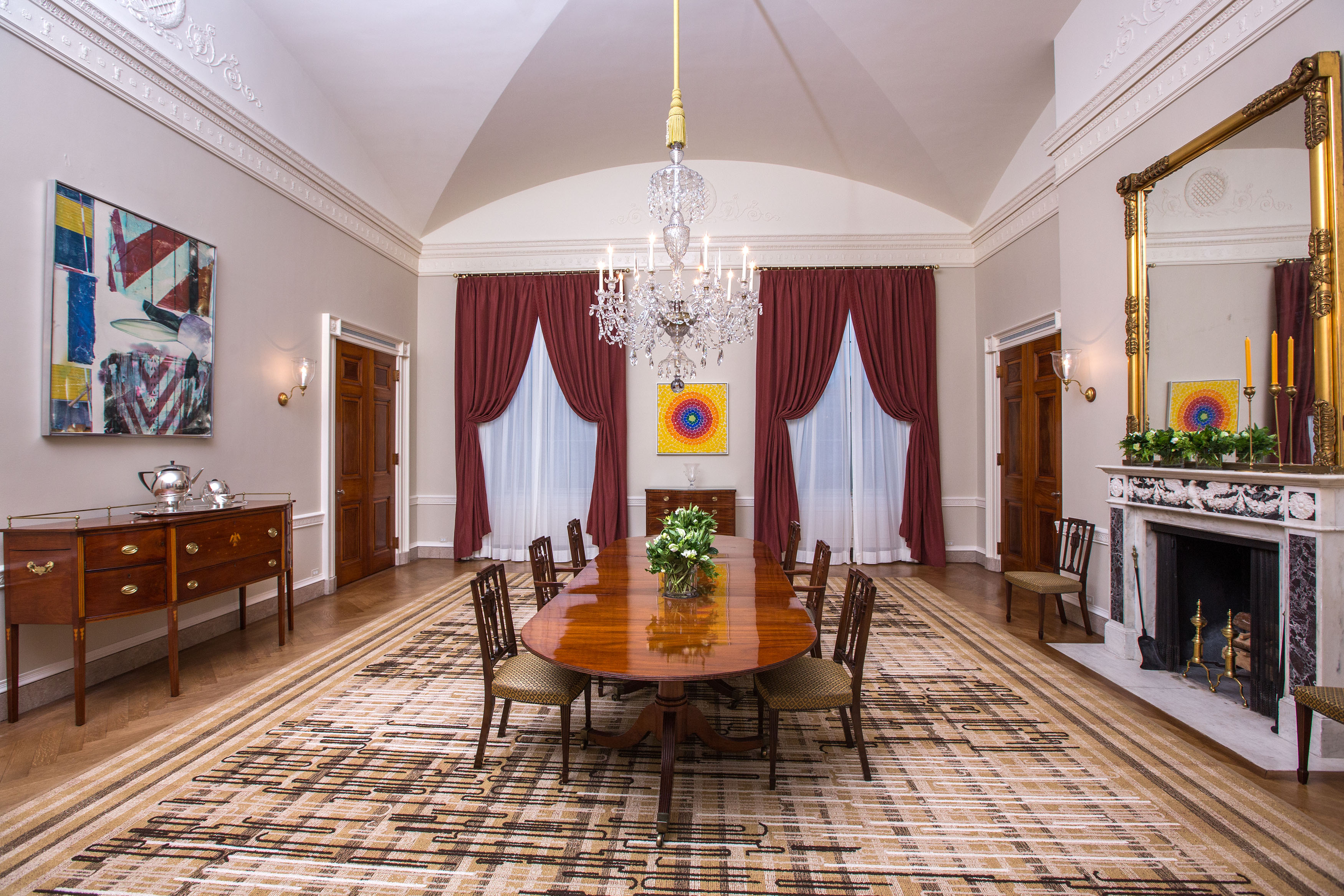
Sala de Jantar Privada da Casa Branca, após a redecoração promovida pela Primeira-dama Michelle Obama em 2015.

A residência original fica situada no centro do conjunto. Duas colunatas desenhadas por Jefferson – uma a Este e outra a Oeste – servem, actualmente, para ligar a Alas Leste e Oeste, adicionadas mais tarde. A Residência Executiva acolhe a habitação do Presidente, além de salas de cerimónia e de entretenimento oficial. O Andar de Aparato do edifício residencial inclui a Sala Leste, a Sala Verde, a Sala Azul, a Sala Vermelha e a Sala de Jantar de Estado, além da Sala de Jantar da Família. O terceiro piso da residência da família inclui a Sala Oval Amarela, as Galerias de Estar Leste e Oeste, a Sala de Jantar do Presidente, a Sala do Tratado, o Quarto de Lincoln e o Quarto de Queens.

### A Ala Oeste

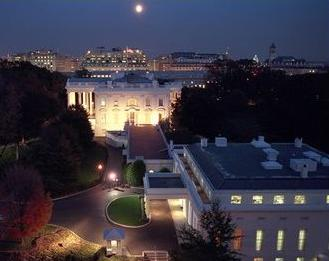
A Casa Branca, com a Ala Oeste em primeiro plano

A Ala Oeste acolhe o gabinete do Presidente (o Gabinete Oval) e gabinetes da equipe de funcionários sénior, com salas para cerca de 50 empregados. Também contém a Sala do Gabinete, onde o Gabinete dos Estados Unidos se reúne, e a Sala da Situação da Casa Branca. Alguns membros da equipe do Presidente estão alojados no adjacente Velhos Edifício do Gabinete Executivo (Old Executive Office Building), antigamente o edifício do Estado de Guerra e Marinha, e por vezes conhecido como o Edifício do Gabinete Executivo Eisenhower (Eisenhower Executive Office Building).
Esta porção do edifico foi usada como cenário para o popular programa televisivo The West Wing.

### A Ala Leste
A Ala Leste, a qual contém espaço adicional para gabinetes, foi acrescentada à Casa Branca em 1942. Entre os seus usos, a Ala Leste tem acolhido, de forma intermitente, os gabinetes do pessoal da primeira-dama dos Estados Unidos, e o Gabinete Social da Casa Branca. Rosalynn Carter, em 1977, foi a primeira a dispor do seu gabinete pessoal na Ala Leste, e a primeira a chamá-lo formalmente de Gabinete da Primeira-Dama (Office of the First Lady) A Ala Leste foi construída durante a Segunda Guerra Mundial, com o objectivo de ocultar a construção de um bunker subterrâneo a ser usado em situações de emergência. O bunker ficaria conhecido como Centro de Operações da Emergência Presidencial (Presidential Emergency Operations Center).

## O parque da Casa Branca

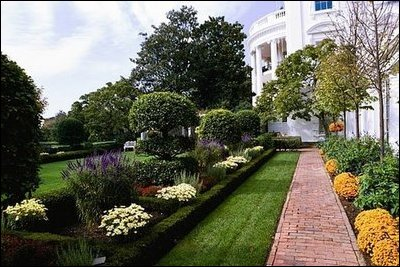
O Jardim Jacqueline Kennedy no Outono.

Antes da construção do Pórtico Norte maior parte dos eventos públicos tinham entrada pelo Relvado Sul, o qual foi aplanado e plantado por Thomas Jefferson. Jefferson também desenhou um plano de plantações para o relvado Norte que incluía três grandes árvores que deveriam obscurecer a maior parte do edifício a partir da Avenida Pensilvânia. Em meados do século XIX, foi construída uma série de estufas, cada vez maiores, no lado Oeste do edifício, onde está localizada a actual Ala Oeste. Durante este período o relvado Norte foi plantado com leitos ornamentais de flores "estilo tapete". Apesar de os jardins da Casa Branca terem tido muitos jardineiros ao longo da sua história, o desenho geral, ainda amplamente usado como plano mestre na actualidade, foi criado em 1935 por Frederick Law Olmsted, Jr., da firma Olmsted Brothers, sob encomenda do Presidente Franklin D. Roosevelt. Durante a administração Kennedy, o Roseiral da Casa Branca foi redesenhado por Rachel Lambert Mellon. O Roseiral orna a Colonata Oeste. Delimitando a Colonata Este fica o Jardim Jacqueline Kennedy, o qual foi iniciado por Jacqueline Kennedy mas terminado depois do assassinato do seu marido.
No fim-de-semana de 23 de junho de 2006, um Ulmeiro Americano (Ulmaceae Ulmus americana L.) centenário, do lado Norte do edifício, foi derrubado durante uma das muitas tempestades ocorridas naquele mês. Este ulmeiro está representado no reverso da nota de 20 dólares. Acredita-se que esta árvore terá sido plantada entre 1902 e 1906, durante a administração de Theodore Roosevelt. Entre as árvores mais velhas do parque, encontram-se várias magnólias-brancas (Magnolia grandiflora), plantadas por Andrew Jackson.

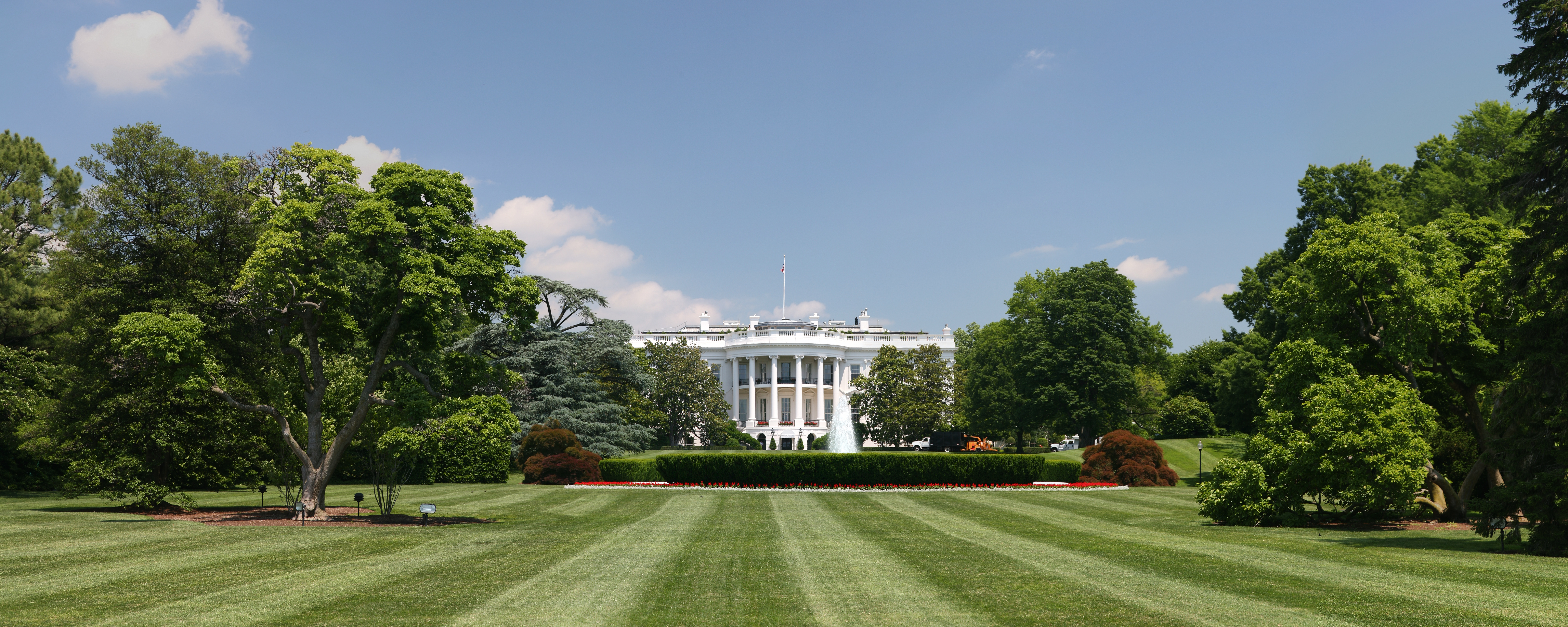
Panorama do parque da Casa Branca.

## Acesso público e segurança

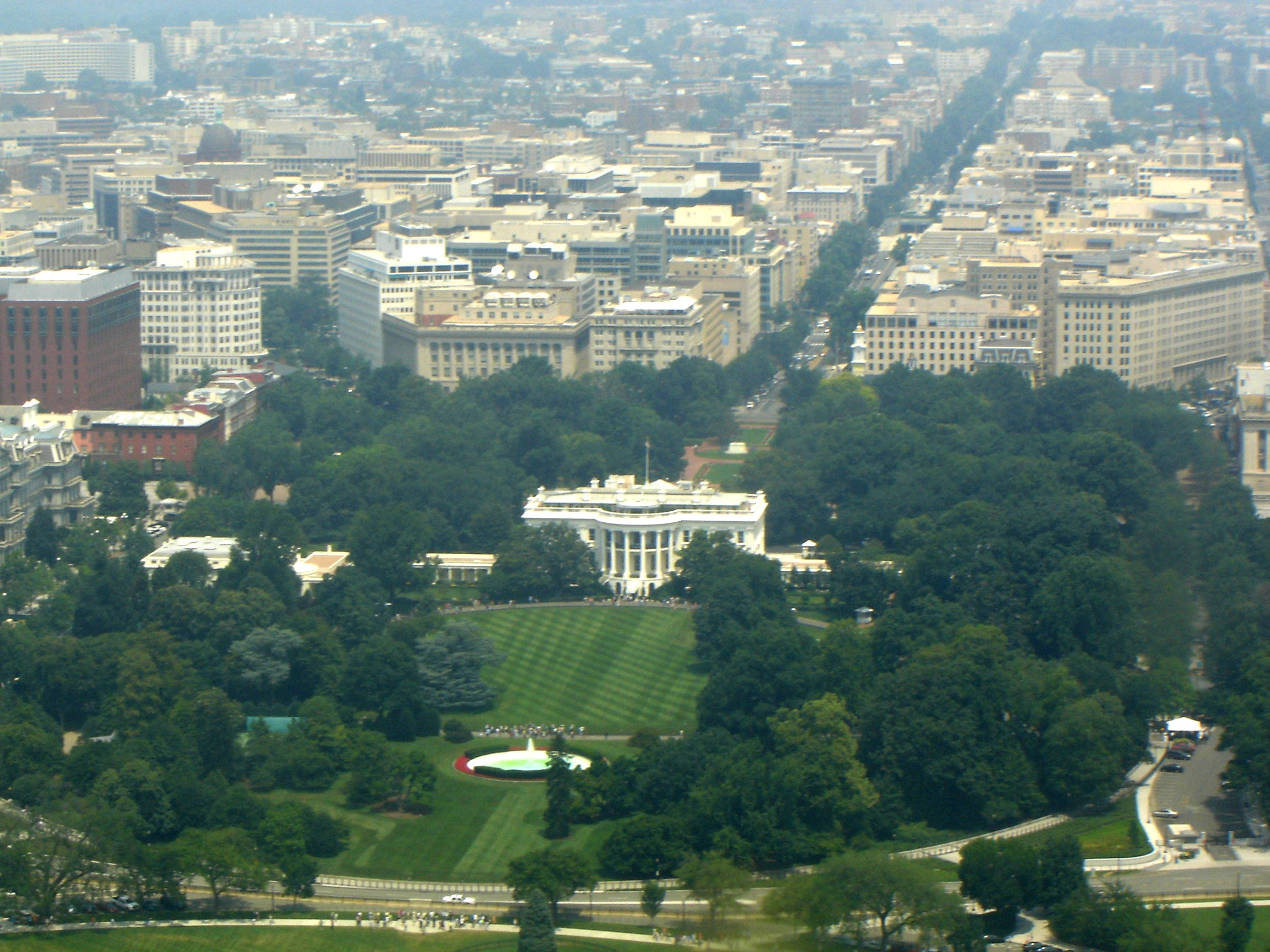
A Casa Branca e a área circundante vistas do Monumento de Washington.

Tal como aconteceu com os palácios rurais da Inglaterra e da Irlanda que lhe serviram de modelo, a Casa Branca foi, desde o início, notavelmente aberta ao público até ao início do século XX. O Presidente Thomas Jefferson manteve uma casa aberta para a sua segunda inauguração, em 1805, e muitas das pessoas presentes na sua cerimónia de juramento no Capitólio seguiram-no a casa, onde foram recebidas na Sala Azul. Estas casas abertas, por vezes, tornavam-se rudes: em 1829, o Presidente Andrew Jackson teve que ir para um hotel quando cerca de 20 000 cidadãos celebraram a sua inauguração na presidência no interior da Casa Branca. Os seus ajudantes acabaram por ser obrigados a atrair a multidão para o exterior com tinas cheias com um potente cocktail de sumo de laranja e whiskey. Mesmo assim, a prática continuou até 1885, quando o recém-eleito Grover Cleveland organizou uma revista presidencial às tropas a partir de uma tribuna em vez da tradicional casa aberta. Jefferson também permitiu visitas públicas à sua residência, as quais tiveram continuação, excepto durante os tempos de guerra, e iniciaram a tradição das recepções anuais no Dia de Ano Novo e no Catorze de Julho. Estas recepções terminaram no início da década de 1930, embora o Presidente Bill Clinton tenha revivido brevemente a casa aberta do Dia de Ano Novo durante o seu primeiro mandato. A Casa Branca permanece acessível de outras formas; o Presidente Abraham Lincoln queixou-se que era constantemente cercado por perseguidores de empregos que esperavam para lhe pedir nomeações políticas ou outros favores, ou por excêntricos distribuidores de conselhos, como o "General" Daniel Pratt, quando começava o dia de trabalhos. Lincoln aguentou com a contrariedade em vez de correr o risco de alienar alguns associados ou amigos de poderosos fabricantes de opinião. Em anos recentes, de qualquer forma, a Casa Branca tem estado fechada a visitantes devidos às preocupações com o terrorismo.
O Complexo Casa Branca está protegido pelo United States Secret Service e pela United States Park Police.

### Incidentes críticos

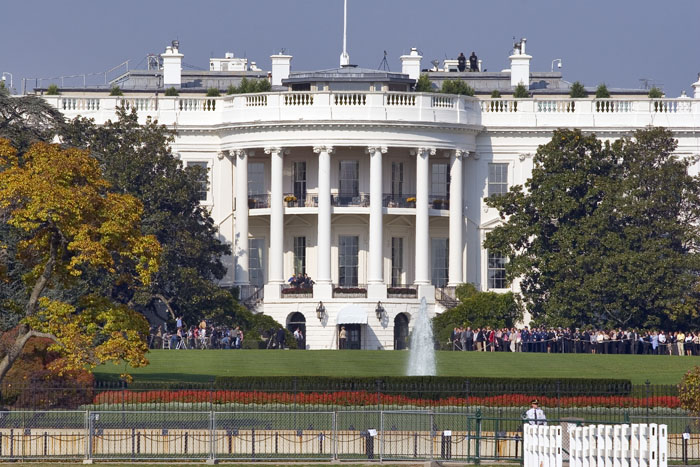
Fachada Sul da Casa Branca vista do exterior do parque

No dia 20 de maio de 1995, primariamente como resposta ao Atentado de Oklahoma de 19 de abril de 1995, mas também como reacção a vários outros incidentes, os Serviços Secretos dos Estados Unidos fecharam a avenida Pensilvânia ao tráfego automóvel em frente da Casa Branca, desde o limite oriental do Lafayette Park até à Rua 17. Mais tarde, o perímetro foi estendido a um bloco adicional para Este, incluindo a Rua 15 e a East Executive Drive, uma pequena rua entre a Casa Branca e o Edifício da Tesouraria, as quais foram encerradas ao público.
Antes da sua inclusão no perímetro cercado que actualmente inclui o Velho Edifício do Gabinete Executivo, para Oeste, e o Edifico da Tesouraria, para este, esta calçada servia como uma área de fila para as visitas públicas diárias à Casa Branca. Estas visitas foram suspensas como consequência dos Ataques de 11 de Setembro de 2001. Em setembro de 2003 foram resumidos, numa base limitada, a grupos que têm que fazer acordos prévios com os seus representantes congressionais e submetidos a verificações de fundo, embora a Casa Branca se mantenha encerrada para o público em geral.
O encerramento da Avenida Pensilvânia, em particular, tem recebido a oposição de grupos cívicos organizados em Washington. Estes argumentam que o encerramento impede desnecessariamente o fluir do tráfego e é inconsistente com o bem concebido plano histórico para a cidade. Como considerações de segurança, notam que a Casa Branca está muito mais afastada da rua que vários outros edifícios federais sensíveis.

## A central telefónica e a página web

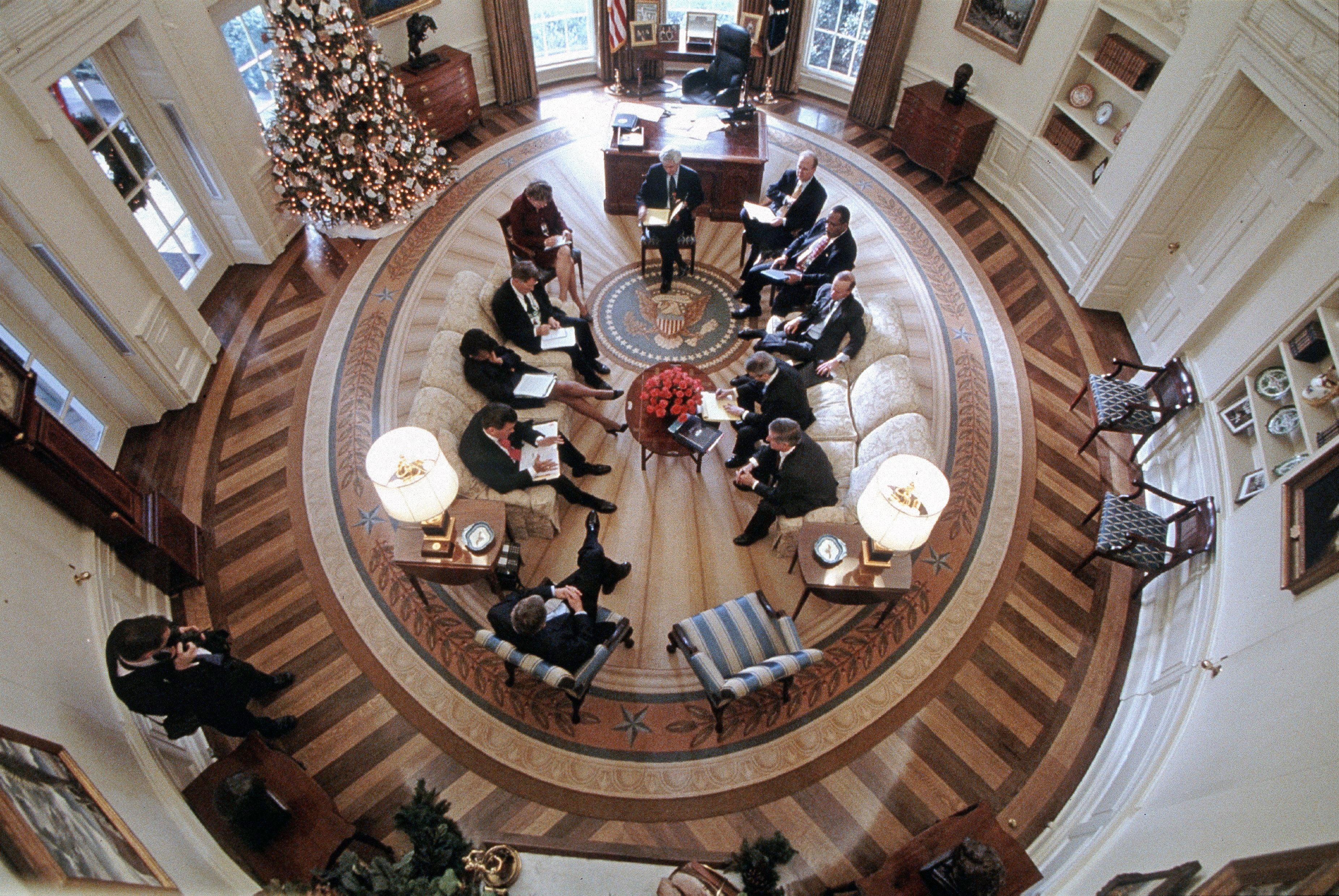
O Salão Oval.

### Central telefónica
A Casa Branca recebeu o serviço de telégrafo na década de 1850 e o serviço telefónico na década de 1890. O principal número da central telefónica da Casa Branca é o 202-456-1414.
Robert Redford, no papel de Bob Woodward, é visto a procurar e a marcar o número no filme Os Homens do Presidente. Isso foi discutido durante a crise do médio oriente, em 1990, quando o Secretário de Estado James Baker disse "Todos devem saber que o número de telefone (da Casa Branca) é o 1-202-456-1414. Quando quiserem falar a sério sobre paz, telefonem-nos".
A Casa Branca mantém uma linha de comentários para registar opiniões de voz no número telefónico 202-456-1111.

### Página oficial
O website oficial da Casa Branca é http://www.whitehouse.gov/. Esta página foi estabelecida no dia 17 de outubro de 1994, durante a administração do Presidente Clinton. As duas versões do website usadas pela administração Clinton foram guardadas pelos Arquivos Nacionais e pela Administração de Registos. Ambas são mantidas a funcionar, com ligações activas. O primeiro site da Casa Branca pode ser encontrado em http://clinton1.nara.gov/, e o segundo em http://clinton2.nara.gov/. Estão entre os primeiros exemplos de preservação histórica de meios de comunicação digitais.
O website whitehouse.com foi um entretenimento adulto e político que apareceu pela primeira vez online em 1997. Actualmente é comercializado como "a sua fonte de informações actualizadas para ajudá-lo a seguir os candidatos a Presidente dos principais partidos". Este website não deve ser confundido com o website oficial da Casa Branca, uma vez que é uma paródia ao Presidente George W. Bush e sua família, amigos e administração.

## Réplicas da Casa Branca

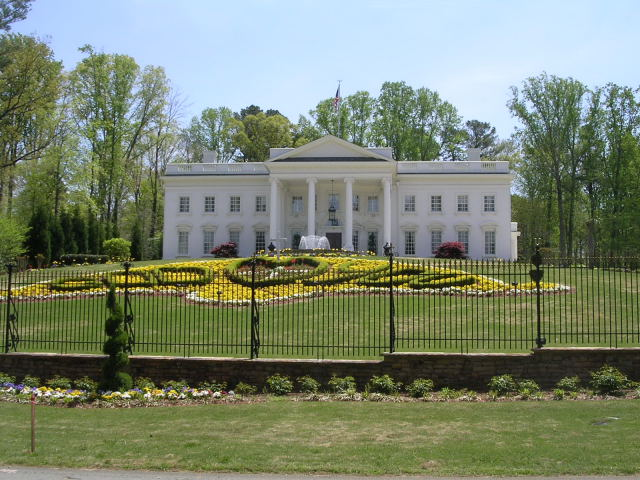
A réplica da Casa Branca em Atlanta, Georgia.

Durante a presidência de Harry S. Truman, que supervisionou uma importante renovação da Casa Branca, várias embaixadas do Departamento dos Estados Unidos e instalações consulares tiveram como modelo o palácio presidencial.
Um modelo à escala 1:25, existente no "Minimundus" (parque de miniaturas) em Klagenfurt, Caríntia, Áustria, é extremamente perfeito, incluindo as Colunatas Este e Oeste e as Alas Este e Oeste. Em Atlanta, Georgia, existe um modelo quase à escala real. O exterior é menos preciso. Este é propriedade do construtor de edifícios Fred Milani, um cidadão americano nascido no Irão. Em 2001, um homem de negócios chinês construiu um modelo de molde em concreto. O modelo chinês é quase exacto nas dimensões exteriores mas afasta-se do original nos detalhes, tais como a inclinação do pórtico moldado no Pórtico Norte. Faltam, igualmente, os detalhes nos remates das janelas e por cima das entradas. O interior da cópia chinesa tem um plano fantasioso que coloca o Gabinete Oval na residência central, correspondendo ao lugar onde a Sala Azul se encontra, no Andar de Aparato da Casa Branca. Em frente da réplica ergue-se uma miniatura do Monumento de Washington. Esta também possui uma réplica do monte Rushmore, com um terço do tamanho real, com os quartos dos empregados localizados nas traseiras. Um modelo à escala exacta da Casa Branca, construída por John e Jan Zweifel, tem viajado por muitos dos Estados da União, em exibição.